# Babahoyo
Babahoyo – miasto w Ekwadorze, stolica Prowincji Los Ríos. Według szacunków na 2010 rok miasto liczy 92 tys. mieszkańców.
W mieście rozwinął się przemysł cukrowniczy oraz mleczarski.